# Kyllikki Salmenhaara
Kerttu Kyllikki Salmenhaara, född 14 juli 1915 i Tyrnävä, död 13 juli 1981 i Helsingfors, var en finländsk formgivare och keramiker.
Kyllikki Salmenhaara utexaminerades 1943 från Centralskolan för konstflit i Helsingfors, arbetade 1943–1946 vid Köklaks glasbruk och 1947–1961 vid Arabia. Från 1970 till 1973 innehade hon titeln konstnärsprofessor. Hon hade från 1963 hand om den keramiska undervisningen vid Konstindustriella läroverket, senare högskolan, och gjorde en viktig nyskapande insats på denna post. Hennes egna arbeten, till exempel låga, flata skålar med grov struktur och höga, smala vaser, har en strängt keramisk hållning och en av naturintryck inspirerad utformning.
Salmenhaara erhöll flera betydande internationella konstutmärkelser, bland andra Grand Prix vid Milanotriennalen 1957. Hon tilldelades Pro Finlandia-medaljen 1961. År 1974 utgav hon läroboken Keramiikka.
Salmenhaara finns representerad vid Nationalmuseum i Stockholm.